# Gmina Stravaj
Gmina Stravaj (alb. Komuna Stravaj) – gmina  położona w środkowej części Albanii. Administracyjnie należy do okręgu Librazhd w obwodzie Elbasan. W 2011 roku populacja gminy wynosiła 2427 w tym 1196 kobiety oraz 1231 mężczyzn, z czego Albańczycy stanowili 97,12% mieszkańców.
W skład gminy wchodzi sześć miejscowości: Stravaj, Farret, Stranik, Gaferr, Sopot, Shqiponjë.